# اللبنانيون في السعودية
يبلغ عدد اللبنانيين في المملكة العربية السعودية أكثر من 120.000  وتشير تقديرات أخرى إلى وجود ما مجموعه 299.000 لبناني في المملكة العربية السعودية. يشكل اللبنانيون واحدة من أكبر المجتمعات العربية في المملكة العربية السعودية . بالإضافة إلى ذلك اختار عدد متزايد من الطلاب اللبنانيين الذين يبحثون عن فرص تعليمية ومهنية للبلاد في ضوء مؤسساتها ذات السمعة الطيبة نسبياً في جميع أنحاء الشرق الأوسط.
يميل اللبنانيين إلى الانتشار في أنحاء مختلفة من البلاد حيث المناطق ذات الكثافة السكانية العالية مثل الرياض وجدة والدمام.

## مشاهير
- منى الصلح : زوجة الأمير طلال السابقة وأم الوليد بن طلال. وهي ابنة رياض الصلح وزوجته السورية فايزة الجابري.[2][3][4]
- رفيق الحريري : رجل الأعمال اللبناني - السعودي ورئيس وزراء لبنان من 1992 إلى 1998 ومرة أخرى من عام 2000 حتى استقالته في 20 أكتوبر 2004. (من مواليد لبنان - في عام 1965 غادر الحريري لبنان وذهب إلى المملكة العربية السعودية وحصل على الجنسية السعودية منها عام 1978).
- سعد الحريري : الملياردير اللبناني السعودي الذي شغل منصب رئيس وزراء لبنان من عام 2009 حتى عام 2011. (ولد في المملكة العربية السعودية لأب لبناني يحمل الجنسية السعودية ولأم عراقية لديه جنسية سعودية).
- بهاء الحريري : الملياردير اللبناني السعودي.
- غزلان ناصر : ممثلة لبنانية تعيش في السعودية، وتعمل في الوسط الفنى في دول الخليج. بدايتها كانت كفتاة إعلانات تجارية ومن خلال عروض الأزياء[1][2] في جدة، بدأت مشوارها الفني كممثلة في عام 2001 بمشاركتها بمسلسل قلوب من ورق بترشيح من الفنان حسن عسيري، استطاعت بعدها بتقديم نفسها بأدوار مميزة بأعمال أخرى من أهمهما دور الشريرة في مسلسل أسوار.
- ريفان كنعان : ممثلة لبنانية تعيش في السعودية [1]. مثلت في الخامسة عشر من عمرها في المسلسل السعودي طاش ما طاش بموسمه السابع عام 1999، لم تعمل في التمثيل إلا في السعودية.
- فؤاد حمزة :يعرف أيضا باسم فؤاد بك حمزة، ويكنى بـ «أبو سامر». وهو دبلوماسي وكاتب وباحث لبناني الأصل سعودي الجنسية شارك في سياسة المملكة العربية السعودية لمدة تزيد عن ربع قرن من عام 1926 حتى وفاته حيث عمل كمستشار للملك عبد العزيز وموثق لمكونات السياسة السعودية [1].
- نجيب إبراهيم صالحة : رجل أعمال وسياسي لبناني.[1][2] ولد في بلدة رأس المتن، تلقى في المدرسة فيها ثم هاجر إلى السودان للعمل، فأسندت إليه عدة وظائف حكومية ما لبث بعدها أن انتقل إلى المملكة العربية السعودية، حيث عين نائباً لوزير الأشغال العامة والمال السعودي.
- العنود بدر : هي مصممة أزياء سعودية تعيش في دبي في الإمارات العربية المتحدة ولدت في سنة 1985 في مدينة الرياض عاصمة السعودية من أب سعودي وأم لبنانية،[1] تعتبر حالياً واحدة من أشهر مصممات الأزياء في العالم العربي.

### التأثير الاقتصادي
بلغت حجم التبادلات التجارية بين البلدين نحو 2.790 مليار ريال، وتأتي لبنان في المرتبة 40 من الدول التي تُصدر لها المملكة السلع فيما تحل لبنان في المرتبة 46 في الدول التي تستورد منها المملكة.[7][8] يقيم في المملكة أعداداً كبيرة من العمالة اللبنانية التي تتجاوز 300 ألف شخص، والتي تعد أكبر جالية عربية مستثمرة داخل المملكة، كما أن المستثمرين اللبنانيين فيها يتجاوزون 600 مستثمر، تتركز غالب استثماراتهم في أعمال المقاولات، والإنشاءات، والديكورات، وبعض الصناعات.[9]
قام البلدان بإنشاء مجلس الأعمال السعودي اللبناني، الذي يُعنى بالتنسيق الاقتصادي والتجاري بين البلدين على المستوى الحكومي من جهة، وعلى مستوى التجار والمستثمرين من جهة أخرى، كان من أبرز نتائج هذا المجلس هو تدشين الملتقى الاقتصادي السعودي اللبناني، الذي يقام بشكل سنوي.[10] هذا بالإضافة لوجود هيئة تنمية العلاقات الاقتصادية اللبنانية السعودية، ومجلس العمل والاستثمار اللبناني في السعودية.